# Salomon Gessner
Salomon Gessner (Zürich, 1730. április 1. – Zürich, 1788. március 2.) svájci költő és festőművész.

## Élete
Apja könyvkereskedő volt, aki 1749-ben Berlinbe adta egy könyvkereskedőhöz, ahol azonban rövid ideig maradt és mint rajzoló és tájképfestő tartotta fenn magát. Itt ismerkedett meg Ramlerrel, akinek kezdetben nagy befolyása volt költői működésére. Hamburgból, rövid ottléte után, szülővárosába ment, ahol Lied eines Schweizers an sein bewaffnetes Mädchen (1751) és Die Nacht festménye által lett híressé. Daphnis című hosszabb költeménye után adta ki azon műveit, melyek hírnevét megállapították: Idyllen (1756); Tod Abels (1758) és Der erste Schiffer. Ezután több évig a festészettel foglalkozott, míg 1772-ben Idyllen címen 5 kötet új költeményt adott ki, saját rajzaival ellátva. Gessnernek egykor égig magasztalt idilljei zavartalan boldogságról, arany pásztoréletről szólnak, igazi érzelem és frissesség nélkül. Korábban főleg nyelvének melodikus volta és bájos természetfestése által hatott, ami elfedte gondolatszegénységét és gyönge jellemző tehetségét. Nyelvezetével nagy befolyással volt a német prózára. Mint rézmetsző és tájképfestő is kitűnt.

## Magyarul
- Geszner: Ábel Kain által lett halála; ford. Kónyi János; Royer Ny., Pest, 1775
- Geszner: Az első hajós; ford. Kónyi János; Landerer Ny., Buda, 1780
- Geszner idylliumi, 1-3.; ford., bev. Kazinczy Ferenc; Landerer, Kassa, 1788
- Geszner: Dafnis / Az első hajós. Pásztordalok; ford. Nagy Sámuel; Wéber, Pozsony, 1797
- Vida László: Az első hajós redeti énekes játék; zene Pacha Gáspár, szöveg Salomon Gessner idillje alapján; Trattner ny., Pest, 1809
- Geszner' Idylliumi; in: Érzelmes históriák. Válogatás a magyar szentimentalizmus korának kedvenc olvasmányaiból; vál., szerk., jegyz., utószó Lőkös István, ford. Kazinczy Ferenc; Magvető, Bp., 1982 (Magyar Hírmondó)